# 安德烈·巴雷特
安德烈·拉肖德·巴雷特（英語：Andre Rashawd Barrett，1982年2月21日—），美国NBA联盟前职业篮球运动员。